# Tuna casserole

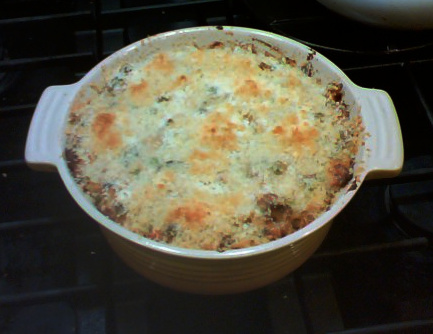
Plato hondo servido con tuna casserole.

La tuna casserole es un plato típico de la cocina estadounidense. El plato se compone de fideos de huevo y atún en lata. El casserole a veces se cubre con patatas fritas y cebollas. En algunas recetas se emplea arroz en lugar de los fideos. El casserole se realiza en dos etapas, en una primera se fríe en la sartén algunos de los ingredientes, y en la segunda parte se introduce en el horno para que se dore en su superficie.

## Variantes
En la cocina australiana existe un plato denominado tuna mornay. Se denomina así por emplear en la parte superior del plato la salsa Mornay (un tipo de Bechamel que se gratina al horno).  